# 남성자고성
남성자고성은 헤이룽장 성 목단강시 교외의 화림진 남성자촌 남쪽에 남아 있는 성터로 발해 세력이 북쪽으로 세력을 확장하는 과정에서 전진기지로 사용한 성으로 추정하고 있다. 성터의 북쪽으로는 반위엔 허 강과 3km거리를 두고 있으며 동쪽으로 러러허 강과 인접하여 흐르고 있어 남쪽을 제외한 3면이 강으로 둘러싸여 있다.
성은 남쪽으로 약간 길쭉한 장방형을 이루는데, 성벽의 대부분이 도로로 이용되면서 파괴되었으나, 남벽과 서벽의 일부가 남아 있다. 남아 있는 성의 둘레는 2,060m이고, 남북 길이 580m, 동서 너비 450m 정도이다. 대부분은 흙을 판축하여 쌓았으며, 일부는 돌과 흙을 섞어 쌓은 곳도 있다. 성의 내부는 모두 밭으로 경작되고 있으며, 1986년에 헤이룽장 성 문물로 지정되었다.